# Flóris Rómer
Flóris Rómer (Taufname: Franz Rammer, später auch Floris Römer, Florian Römer und Floridus genannt; * 12. April 1815 Preßburg; † 18. März 1889 Großwardein) war ein ungarischer Archäologe, Kunsthistoriker,  Historiker und Professor an der Budapester Universität. Er gilt als Vater der ungarischen Archäologie.

## Leben

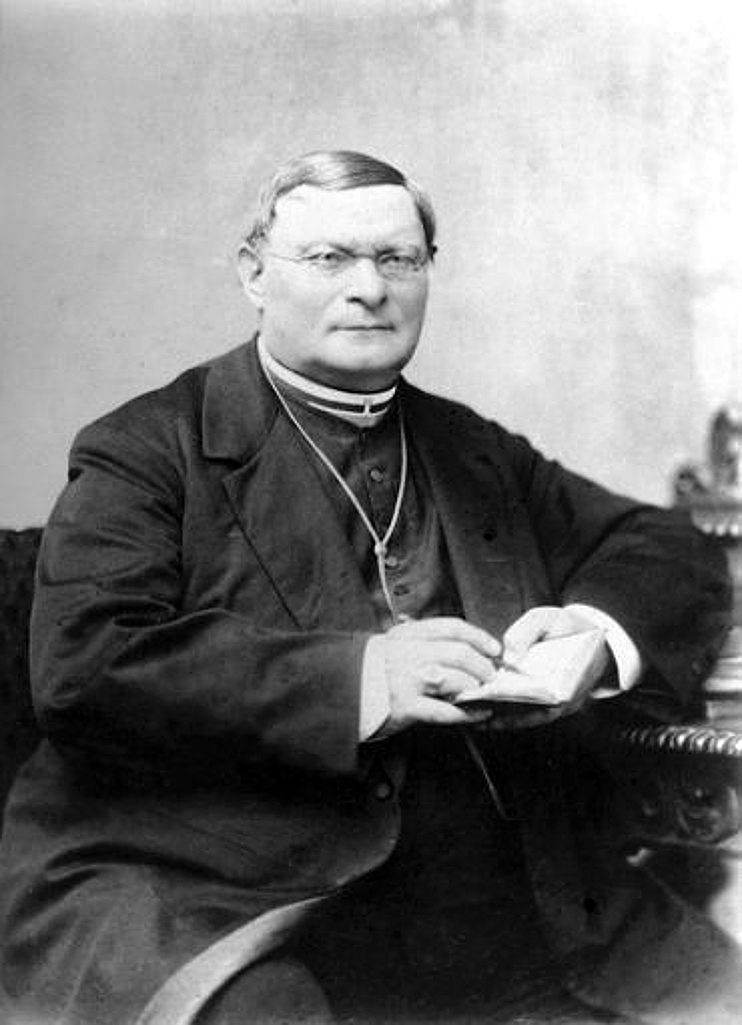
Floris Rómer um 1870

Rómer wurde als Sohn des Schuhmachermeisters Franz Rammer und dessen Ehefrau Anna, geborene Vetser, in Preßburg geboren. Um für ihn und seine beiden Brüder eine breit gefächerte Schulbildung zu gewährleisten, ermöglichten es ihre Eltern, dass die Söhne neben ihrer deutschen Muttersprache auch slowakische und ungarische Schulen besuchten. Nach dem Willen von Franz und Anna Rammer sollte Rómer Priester werden und trat daher im Alter von fünfzehn Jahren 1830 in das Benediktinerkloster Bakonybél bei Zirc ein. 1838 empfing er die Priesterweihe und nahm den Ordensnamen Floridus an, der an den heiligen Bischof Floridus erinnerte. Nach seinem philosophischen und theologischen Studium promovierte er 1839 und arbeitete anschließend am Gymnasium der Benediktiner in Raab. Bereits in dieser Zeit nutzte Rómer sein Talent als Maler. Dieses Können half ihm später bei der professionellen Dokumentation seiner kunsthistorischen und archäologischen Forschungen. Ab dem 26. August 1845 bis zum Ausbruch der Revolution im Jahre 1848 war er als Professor für Naturgeschichte an der Königlichen Akademie zu Preßburg tätig. In diese Zeit fällt auch der Beginn seines Interesses für geschichtliche Themen. Noch 1848 wurde er damit beauftragt, den in Preßburg geborenen Erzherzog Joseph Karl Ludwig von Österreich in den Naturwissenschaften zu unterrichten. Den jungen Erzherzog beeindruckte der Wissenschaftler tief. Daher hielt er bis zum Tode Rómers den Kontakt.
Während der in vielen Staaten Europas herrschenden Revolutionsjahre von 1848–1849 setzte sich Rómer mit größter Leidenschaft gegen die herrschenden Mächte der Restauration für ein unabhängiges Ungarn ein. Nach dem Revolutionsbeginn im September 1848 wurde er Oberleutnant in einem ungarischen Honvéd-Pionierregiment und machte die Kämpfe gegen die österreichischen Truppen mit. In Kufstein wurde er gefangen genommen. Das Kaiserlich-Königliche Kriegsgericht von Preßburg verurteilte ihn nach der Niederschlagung des Aufstandes wegen Mitbeteiligung am 24. November 1849 zu acht Jahren Festungshaft in Ketten. Er kam für fünf Jahre in die Haftanstalten von Olmütz und Josefstadt und wurde im Frühjahr 1854 im Zuge einer zur Hochzeit des Kaisers Franz Joseph I. mit Elisabeth gewährten Amnestie begnadigt. Rómer ging zunächst nach Preßburg, fand die ständige Polizeiüberwachung aber so bedrückend, dass er in der Territorialabtei Martinsberg um Wiederaufnahme in den Benediktinerorden bat. Daraufhin wurde er nach Bakonybél geschickt, um in der Stille Buße zu tun. Nach drei Jahren als Privaterzieher gestattete ihm der Orden 1857, seine Lehrtätigkeit in den unteren Klassen des Kőszeger Gymnasiums wiederaufzunehmen. Danach wechselte er als Gymnasiallehrer nach Raab. 1859 trat er der K.k. Central-Commission zur Erforschung und Erhaltung der Baudenkmale in Wien bei.

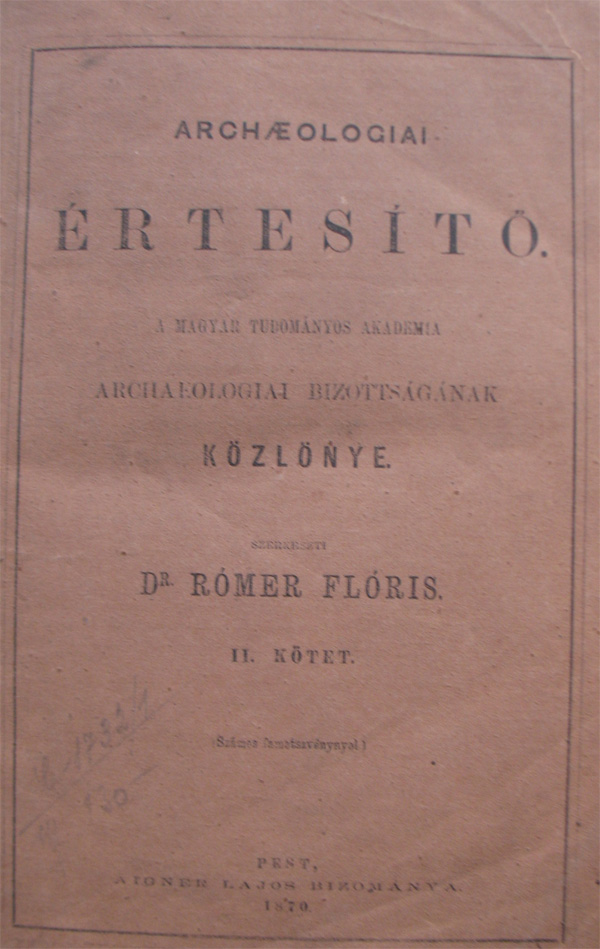
Die von Rómer 1870 begründete Fachzeitschrift Archaeologiai Értesítő.

1860 wurde Rómer zum Mitglied der Ungarischen Akademie der Wissenschaften gewählt. Seit diesem Jahr befasste er sich mit der Archäologie. Dazu hatte ihn nach eigenem Bekunden der literatur- und kunstbegeisterte Geistliche Arnold Ipolyi (geb. Stummer, 1823–1886) ermuntert, der einer seiner engsten Weggefährten wurde und neben Rómer einer der ersten großen Kunsthistoriker in Ungarn war. Auch Ipolyi engagierte sich für das historische Nationalbewusstseins Ungarns und hatte an der Revolution teilgenommen. Rómers Begeisterung für die prähistorischen, antiken und mittelalterlichen Hinterlassenschaften in Ungarn förderten seine autodidaktischen Studien, bei denen er sich mit seinen Freunden, darunter der spätere Kanoniker und Domherr von Raab, Franz Ebenhöch (1821–1889), intensiv austauschte. Ab 1861 gab Rómer mit dem Historiker Károly Ráth (1829–1868) die Reihe „Historische und archäologische Hefte aus Raab“ (Győri Történeti és Régészeti Füzetek) heraus. Später, in Pest, setzte er diese Arbeit fort. 1862 verfasste er eine Arbeit, die einige römische Kastelle zusammenfassend behandelt. Mit diesem Werk beginnt auch die epigraphische Forschung in Ungarn. Rómer wurde zum Begründer der archäologischen Forschung in Ungarn und der Ungarischen Archäologischen Reformkommission (Magyar Régészeti Reformbizottság). 1863 konnte er in seinem Fachgebiet als Privatdozent tätig werden und 1864 übernahm er die Schriftleitung des Archäologischen Bulletins. (Archaeológiai Közlemények). Zu seinen frühen Werken zählte auch der Archäologische Führer, mit besonderem Hinblick auf Ungarn von 1866. Ebenfalls 1864 erhielt er eine außerordentliche und 1868 eine ordentliche Professur für Archäologie. Im gleichen Jahr wurde er zum Leiter des Lehrstuhls für Archäologie an der Königlichen Ungarischen Universität sowie der archäologischen Abteilung des Ungarischen Nationalmuseums in Pest ernannt. In dieser Zeit übernahm er die Schriftleitung der von ihm gegründeten Archäologischen Mitteilungen (1868; Archaeologiai Értesitő). Zudem wurde er Kurator des Münz- und Antikenkabinetts in der ungarischen Hauptstadt. Er bereicherte sein Wissen mit umfassenden Studienreisen durch Ungarn, interessierte sich besonders für die Altertümer der Szekler in Siebenbürgen und forschte am Limes u. a. in Norddakien. Neben diesen Forschungen suchte er die bedeutendsten Museen in Westeuropa auf. Als Vertreter der ungarischen Archäologen nahm Rómer an den internationalen archäologischen Kongressen in Stockholm (1875) und Lissabon (1876) teil. Er war dafür verantwortlich, dass der Kongress des Jahres 1876 in Budapest stattfinden konnte, und fertigte aus diesem Anlass eine Ungarnkarte an, die über die prähistorischen Fundorte seines Heimatlandes informierte. 1877 gab er aufgrund seiner vielen anderweitigen Verpflichtungen den Lehrstuhl für Archäologie ab und wurde 1879 mit Unterstützung von Arnold Ipolyi Kanoniker und Domherr des Kapitels von Großwardein. Im gleichen Jahr übernahm er den Vorsitz der Nationalen Archäologischen und Anthropologischen Gesellschaft (Országos Régészeti és Embertani Társulat). 1889 verstarb Rómer in Großwardein.

Lebensbilder, Denkmäler
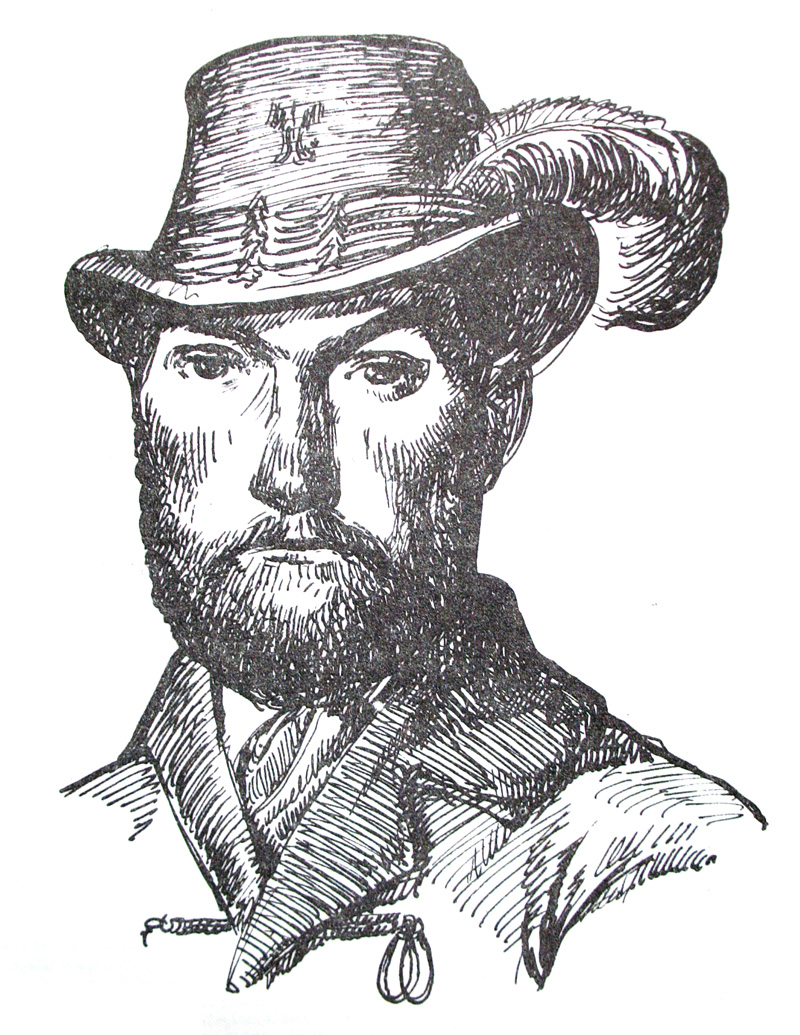
Rómer als Revolutionär 1848/49.
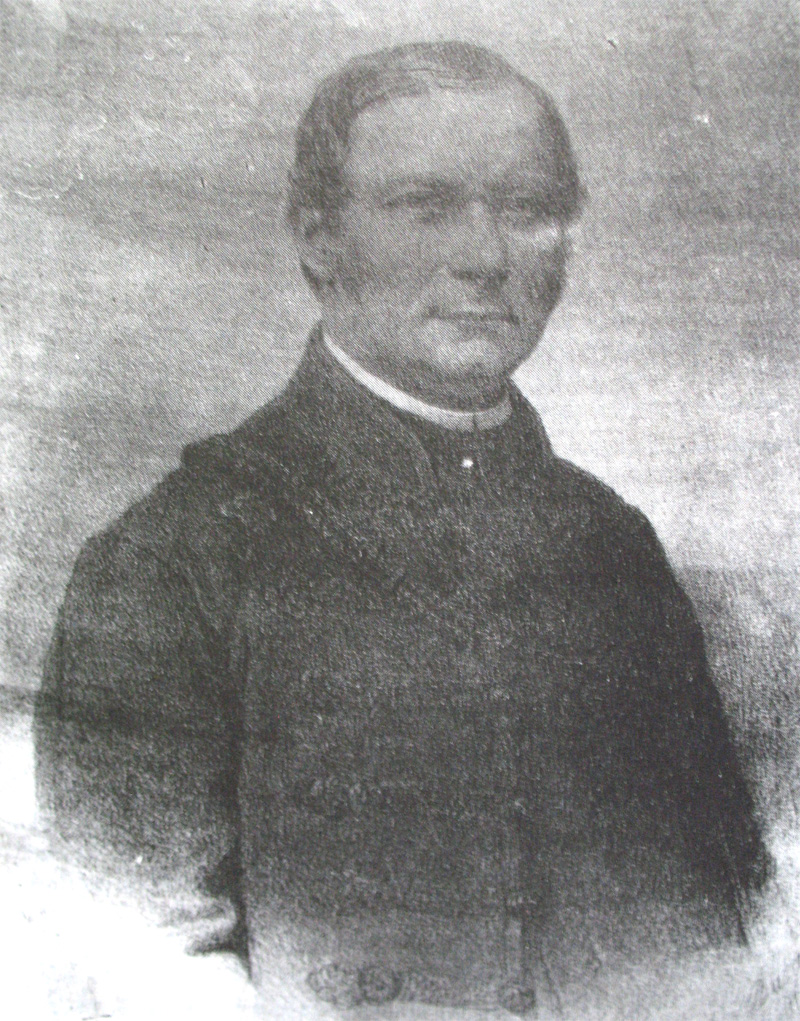
1858 während seiner Lehrtätigkeit in Güns (Kőszeg)
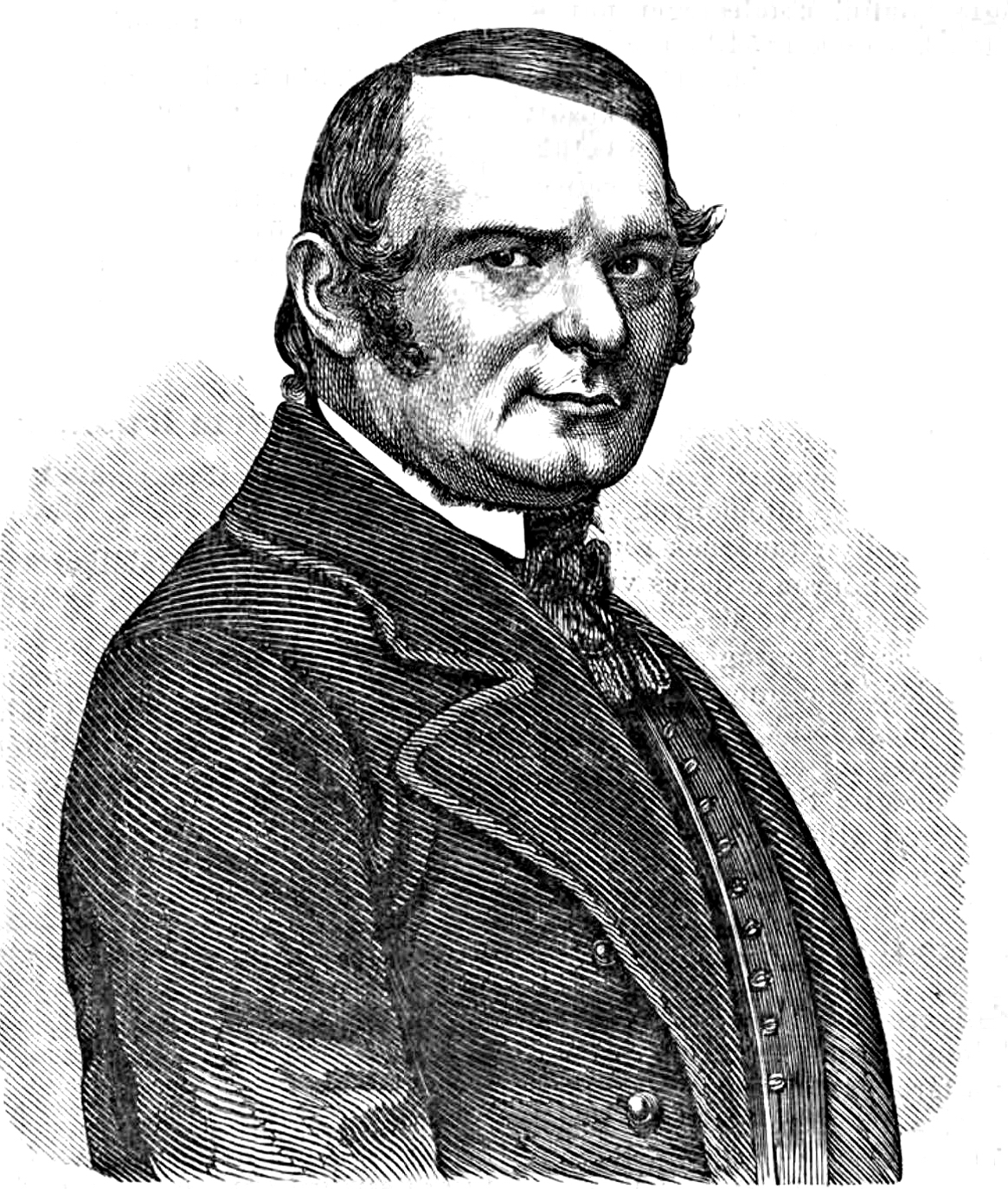
1861 als Gymnasiallehrer in Raab
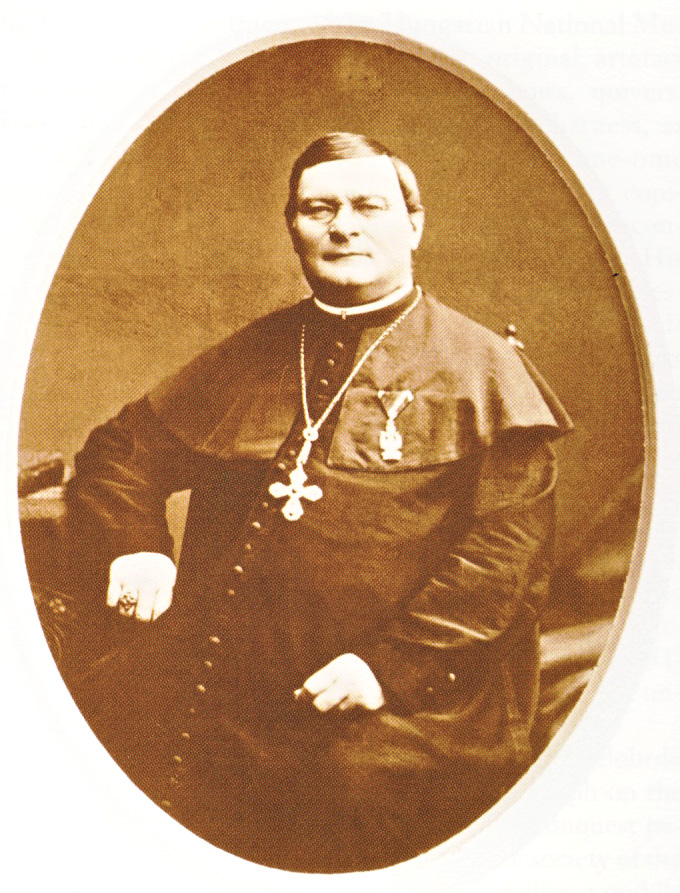
Rómer mit dem Orden der Eisernen Krone, den er 1873 verliehen bekam
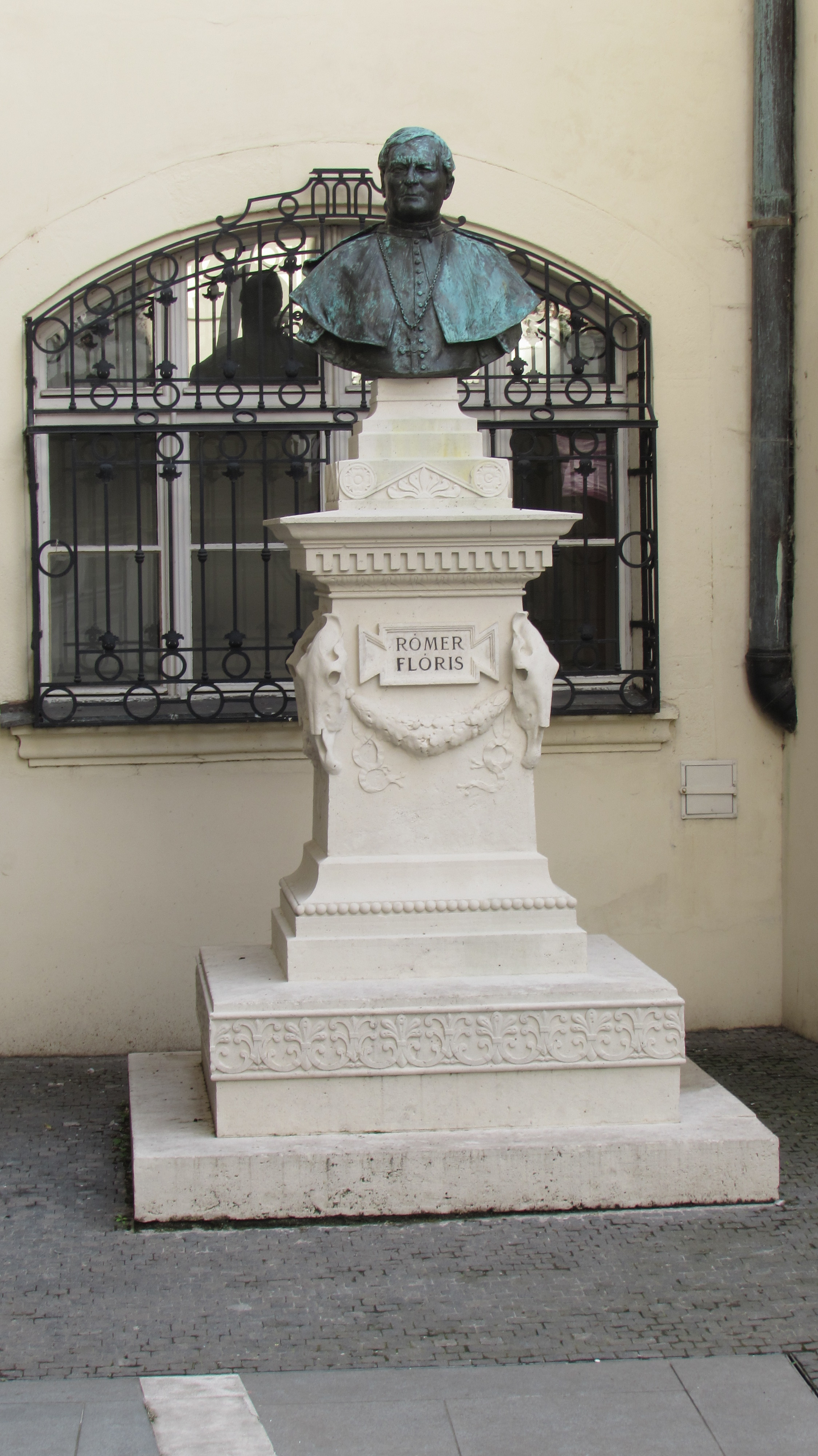
Büste im heutigen Bratislava
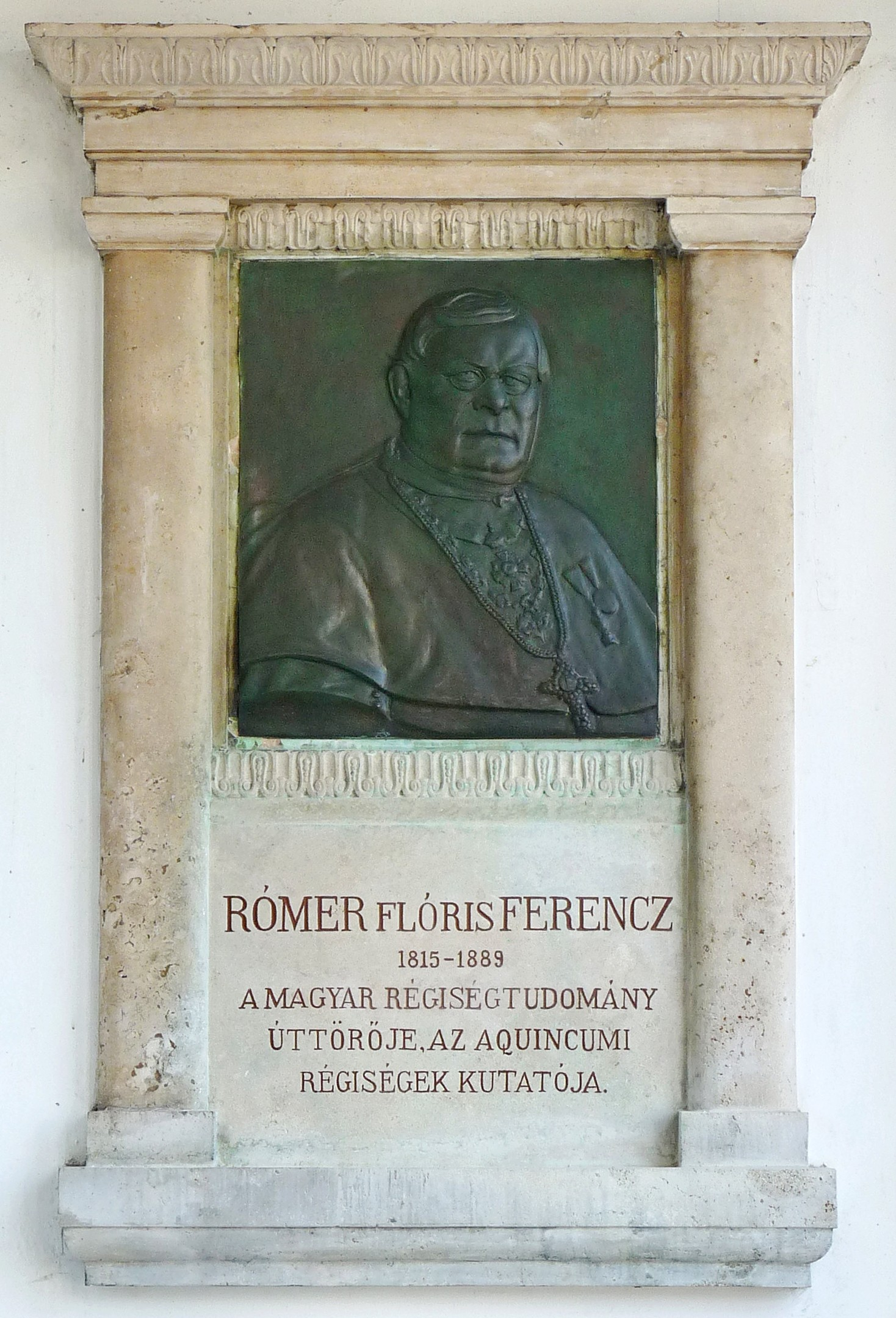
Gedenkstein aus dem Jahr 1910 im Aquincum Museum, Budapest

## Auszeichnungen
- 1867: Königlicher Rat
- 1873: Ritter des Ordens der Eisernen Krone III. Klasse
- 1876: Titularabt des Johannes Baptista-Klosters zu Jánosi
- 2024: Benennung eines Asteroiden nach ihm: (579724) Rómerflóris

## Hauptwerke
- A Bakony természetrajzi és régészeti vázlata. (Der Bakony, eine natürliche geographische und archäologische Skizze), Raab 1860
- Die archäologischen Denkmäler von Preßburg. In: „Preßburg und seine Umgebung.“ Preßburg 1865.
- A Bakony-Szombathelyi érem-kincsről. (Der Münzschatz von Bakony-Szombathely), 1865
- Műrégészeti kalauz különös tekintettel Magyarországra. (Archäologischer Führer, mit besonderem Hinblick auf Ungarn), Pest, 1866
- Catalogue des objets hongrois de l'histoire du travail à l'Exposition universelle de 1867. 1867
- Díszlapok a római könyvtárban őrzött négy Corvin-Codexből. Pest, 1871
- A régi Pest. Történeti tanulmány. (Das alte Pest. Eine historische Studie), Budapest 1873
- mit Ernest Desjardins: Monuments épigraphiques du Musée national hongrois. (Die epigraphischen Monumente im Ungarischen Nationalmuseum), 1873
- mit Ernest Desjardins: A Magyar Nemzeti Múzeum római feliratos emlékei. (Das Ungarische Nationalmuseum und die darin befindlichen römischen Monumente), 1873
- Régi falképek Magyarországon. (Alte Wandbilder in Ungarn.) Hoffmann és Molnár, Budapest 1874
- Illustrirter Führer in der Münz- und Alterthumsabtheilung des ungarischen National-Museums. Druckerei des Athenoeum, 1870
- Résultats généraux du mouvement archéologique en Hongrie avant la 8e Session du Congrès international d'anthropologie et d'archéologie préhistoriques à Budapest, 1876. Éditions du Musée national hongrois, Budapest 1878

## Zeitschriften
- Győri Történeti és Régészeti Füzetek (1861–1868)
- Archaeológiai Értesítő (1868–1872)
- Archaeológiai Közlemények (1864–1873)